# Johan Stokhof
Johan Stokhof (Schiedam, 12 november 1949) was in de jaren tachtig de eerste onbezoldigde 'nachtburgemeester' van de gemeente Schiedam.
Hij kreeg deze titel voor zijn onophoudelijk bezoek aan de Schiedamse horeca, die hij van artistieke adviezen voorzag en stimuleerde tot vernieuwingen en veranderingen. Het was Stokhof die het initiatief nam om een 'Berliner Nacht' te organiseren, een kunstzinnig evenement, in gebouw De Korenbeurs. De Korenbeurs is het grootste historische pand in Schiedam. Het feest werd een doorslaand succes.
Daarna volgde het eveneens succesvolle 'Mascarade', in andere Schiedamse horeca-gelegenheden. Centraal tijdens 'Mascarade' stond de ontvangst van de destijds in België woonachtige excentrieke baron Bouwdijk Bastiaanse.
Na een aantal van deze evenementen ging Stokhof zich hoofdzakelijk bezighouden met het organiseren van andere grootschalige evenementen in Nederland en België en het regisseren van documentaires over popmuziek, onder meer voor de KRO-televisie. Johan Stokhof was ook drummer in diverse bands en maakte met Ed van Helten deel uit van het duo Joed, dat begin jaren zeventig een bescheiden hit scoorde met 'Onze Meisjes'.